# میناگون پرسروصدا
میناگون پرسروصدا (نام علمی: Manorina melanocephala) پرنده‌ای از تیرهٔ عسل‌خواران (Meliphagidae) است و در شرق و جنوب شرقی استرالیا بومی است. این میناگون یک پرنده خاکستری است، با سر سیاه، منقار و پاهای زرد نارنجی، لکهٔ زرد متمایز در پشت چشم، و لبهٔ سفید روی پرهای دم. زیرگونه تاسمانی دارای یک صفحهٔ زرد شدیدتر در بال و یک نوک سفید گسترده‌تر تا دم است. نرها، ماده‌ها و نوجوانان از نظر ظاهری شبیه به هم هستند، اگرچه پرندگان جوان به رنگ خاکستری مایل به قهوه‌ای هستند. همان‌طور که از نام رایج پیداست، میناگون پرسروصدا یک گونهٔ آوازخوان با طیف گسترده‌ای از آهنگ‌ها، تماس‌ها، هشدارها و صداهای تقریباً ثابت، به‌ویژه از پرندگان جوان است. یکی از چهار گونه در سردهٔ میناگون‌ها (Manorina)، میناگون پرسروصدا به چهار زیرگونه تقسیم می‌شود. جدایی زیرگونهٔ تاسمانی قدمت درازمدتی دارد و پرندگان سرزمین اصلی در سال ۱۹۹۹ بیشتر تقسیم شدند.

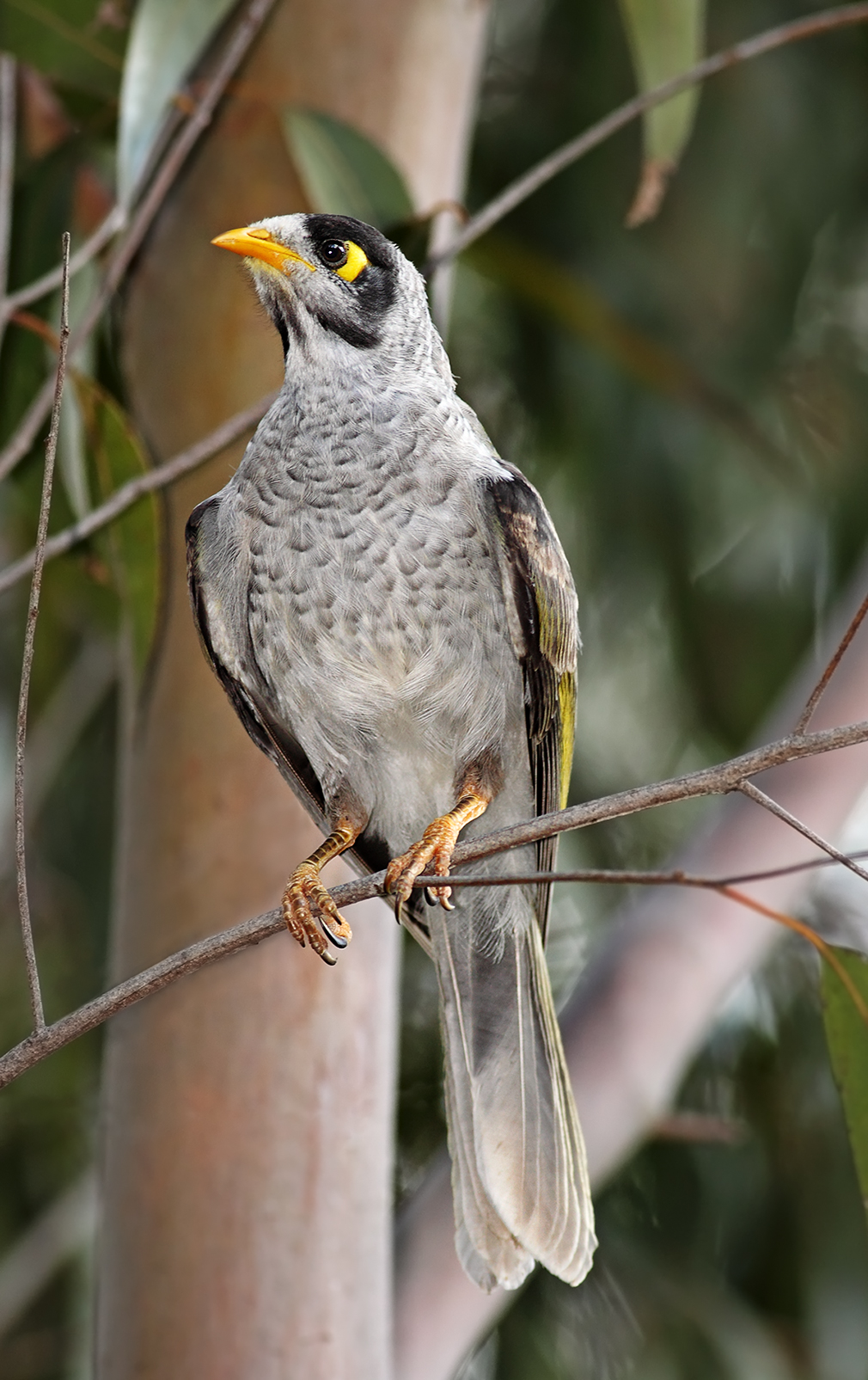
حالت بلند یک سیگنال تهدید نرم است.